# Blanchard BB-1
Il Blanchard BB-1 era un idrocorsa (idrovolante da competizione) monomotore, monoplano con ala a parasole, realizzato dall'azienda francese Société des Avions Blanchard come proposta per la partecipazione alla Coppa Schneider del 1924, poi non disputata.

## Storia del progetto
Tra il 27 ed il 28 settembre 1923 si tenne a Cowes, una località dell'Isola di Wight, la settima edizione della Coppa Schneider. La squadra francese partecipò con ben sei velivoli, un CAMS 36bis (matricola F-ESEC, pilota Pelletier D'Oisy), un CAMS 38 (matricola F-ESFD, pilota Maurice Hurel), i Latham L-1 (un bimotore matricola F-ESEJ, pilota Alphonse Dehamel) e L-2 (un bimotore, pilota Benoit), e due Blanchard C-1 (matricola F-ESEH, pilota de Cordovo Teste). Durante le prove i due velivoli Blanchard vennero ritenuti troppo lenti e furono così ritirati dalla gara, mentre si presentarono al via i due idrovolanti Latham e i due CAMS.
La vittoria arrise alla squadra statunitense, che si aggiudicò il trofeo con il Curtiss CR-3 pilotato da David Rittenhouse. visti i deludenti risultati ottenuti dalla squadra francese, il governo decise di finanziare l'acquisizione di nuovi idrovolanti in vista della prevista partecipazione all'edizione 1924. Il capo progettista della Société des Avions Blanchard,già autore del progetto dell'idrovolante da ricognizione e bombardamento Blanchard Brd.1, decise di sviluppare un nuovo velivolo, designato BB-1. L'ingegnere Maurice Blanchard realizzò un idrovolante a scafo centrale, monoplano, dotato di aerodinamica raffinata.

## Tecnica
Il Blanchard BB-1 era un idrovolante a scafo centrale, di costruzione interamente lignea. La configurazione era la classica monoplana ad ala a parasole. L'ala era unita alla fusoliera tramite due coppie di montanti carenati. I due galleggianti stabilizzatori erano posizionati lateralmente, tra le aste dei montanti. Il velivolo era un monoposto ad abitacolo aperto.
Il propulsore, posizionato alla metà dell'ala in posizione traente, era un radiale Gnome-et-Rhône Jupiter a 9 cilindri, raffreddato ad aria, erogante una potenza di 385 CV (1 390 kW) al livello del mare; esso azionava un'elica bipala lignea.

## Impiego operativo
Il prototipo fu costruito all'inizio del 1924 presso gli stabilimenti della Société des Avions Blanchard in vista della prevista partecipazione all'edizione della Coppa Schneider dello stesso anno, che doveva tenersi negli Stati Uniti. La carriera operativa del velivolo fu estremamente breve. Trasportato presso il CEPA (Centre d'Expérimentations Pratiques et de réception de l'Aéronautique navale) di Fréjus-Saint Raphaël, l'aereo venne sottoposto ad intensi collaudi che non diedero esito positivo. La velocità massima registrata fu di 240 km/h, e l'aereo saliva a 2 000 m in 7 minuti. Lo sviluppo del velivolo venne arrestato, e il prototipo demolito.
L'edizione del 1924 fu sportivamente annullata dagli statunitensi perché nessuno dei concorrenti era stato in grado di completare le proprie macchine in tempo.